# هيثر أونيل
هيثر أونيل (بالإنجليزية: Heather O'Neill)‏ (4 أكتوبر 1973، مونتريال في كندا)؛ كاتبة سيناريو وروائية كندية. درست في جامعة مكغيل.